# Zopherus

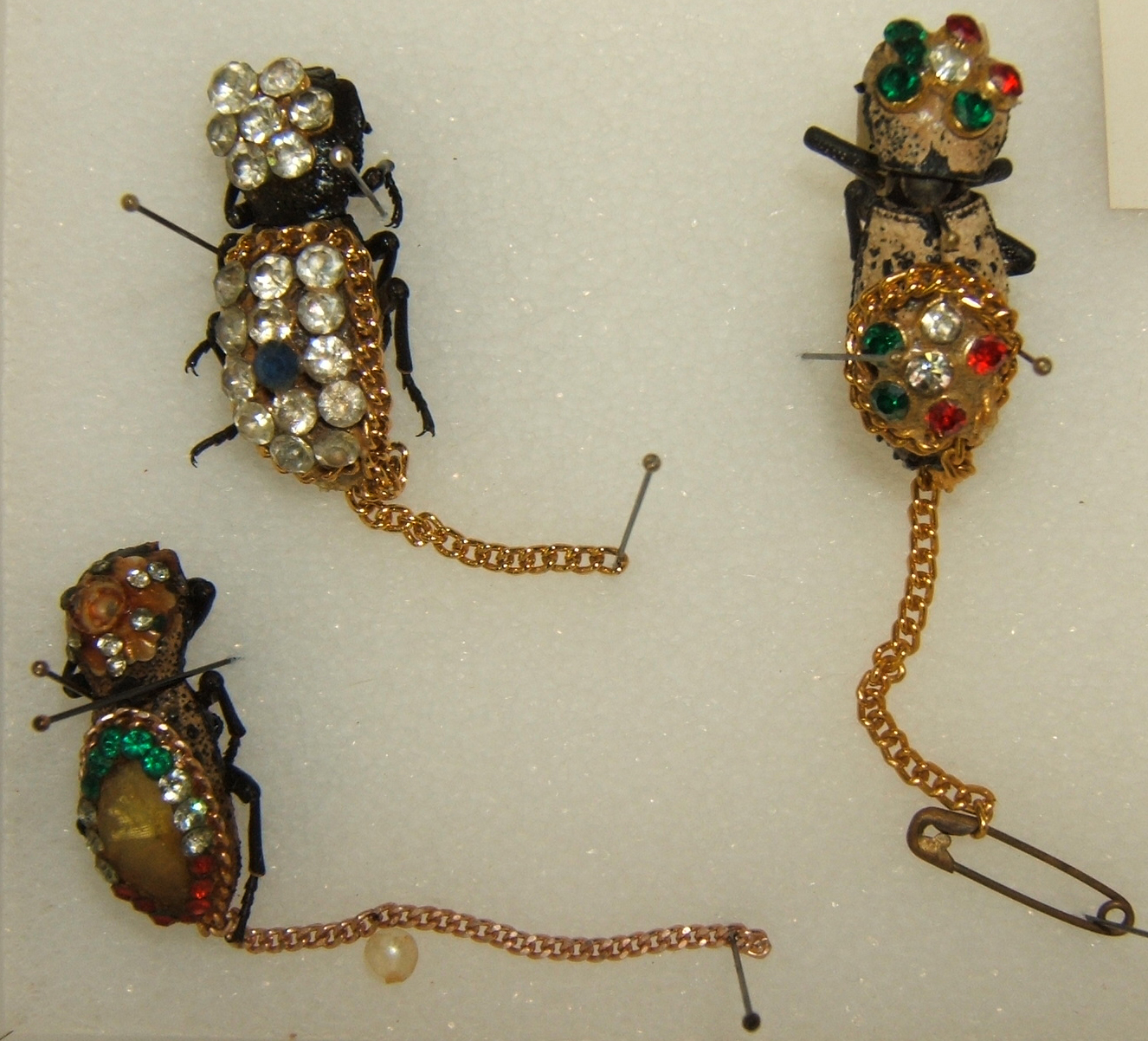
Escarabajos utilizados como joyería.

Zopherus es un género de escarabajos de la familia Zopheridae que comprende 19 especies. Viven en América y se han adaptado a perforar madera. Algunas especies se utilizan como broches vivientes.

## Distribución
Las especies de Zopherus viven solo en América, donde se distribuyen desde Venezuela hasta el sur de Estados Unidos. De las diez especies que habitan en Estados Unidos, cinco lo hacen en California.

## Descripción
Los miembros del género son largos y cilíndricos, con exoesqueletos muy gruesos. Llegan a medir más de 40 mm. Los élitros están fusionados y son tan gruesos que con frecuencia es necesario taladrar un orificio para poder montar los especímenes. Las especies que viven en el Rio Grande del Norte son casi todas de un color negro uniforme, mientras que casi todas las especies tropicales tienen fuertes patrones blancos y negros. La cabeza de los animales está bastante oculta por el tórax. Los élitros están fusionados, lo que lleva a que las especies de Zopherus no puedan volar. Algunas especies se utilizan como broches vivientes.

## Ecología
Las especies de Zopherus están adaptadas para alimentarse de madera, y algunas incluso pueden taladrarla y no solo alimentarse de madera muerta. Z. tristis vive bajo la corteza de Tamarix en el desierto de Colorado, mientras que Z. granicollis taladra agujeros en la raíz del pino de Jeffrey y el pino monoaguja (Pinus monophylla).

## Taxonomía
El género Zopherus abarca especies anteriormente referidas a otros tres géneros: Megazopherus, Zopherinus y Zopherodes. Muchas de las especies también han sido conocidas con varios sinónimos taxonómicos. El género fue nombrado inicialmente en 1832 por George Robert Gray, usando la ortografía Zopheros. Esta fue posteriormente corregida por Laporte de Castelnau a la transliteración más habitual Zopherus; la autoría, no obstante, debe atribuirse a Gray y no a Laporte, como han hecho muchos autores.

### Etimología
El nombre Zopherus proviene del griego zopher, que significa "oscuro" o "mustio".

## Especies
Charles A. Triplehorn reconoció 19 especies en su monografía de 1972:
- Zopherus chilensis Gray, 1832
- Zopherus nervosus Solier, 1841
- Zopherus nodulosus Solier, 1841
- Zopherus jourdani Sallé, 1849
- Zopherus jansoni Champion, 1884
- Zopherus mexicanus Gray, 1832
- Zopherus angulicollis Champion, 1884
- Zopherus laevicollis Colier, 1841
- Zopherus xestus Triplehorn, 1972
- Zopherus solieri Triplehorn, 1972
- Zopherus championi Triplehorn, 1972
- Zopherus tristis LeConte, 1851
- Zopherus concolor LeConte, 1851
- Zopherus gracilis Horn, 1867
- Zopherus uteanus (Casey, 1907)
- Zopherus granicollis Horn, 1885
- Zopherus opacus Horn, 1867
- Zopherus elegans Horn, 1870
- Zopherus sanctaehelenae (Blaisdell, 1931)

Existen además otras especies que están en discusión:
- Zopherus aequalis
- Zopherus californicus
- Zopherus caudalis
- Zopherus compactus
- Zopherus costaricensis
- Zopherus elongatus
- Zopherus geminatus
- Zopherus guttulatus
- Zopherus incrustans
- Zopherus induratus
- Zopherus limbatus
- Zopherus luctuosus
- Zopherus lugubris
- Zopherus marmoratus
- Zopherus mormon
- Zopherus morosus
- Zopherus otiosus
- Zopherus parvicollis
- Zopherus prominens
- Zopherus prudenni
- Zopherus pudens
- Zopherus tuberculatus
- Zopherus variabilis
- Zopherus venosus
- Zopherus ventriosus
- Zopherus woodgatei